# Тавараматі (станція)
Ста́нція Таварама́ті (田原町駅 Тавараматі-екі) — залізнична станція Залізниці Фукуй лінії Фукубу та Мікуні Авара залізниці Етідзен, розташована у місті Фукуй, префектура Фукуй, Японія.

## Сполучення

### Залізниця Фукуй
Усі поїзди на лінії Фукубу зупиняються на станції Тавараматі. Станція має одну платформу є кінцевою для всіх поїздів на лінії. Працює автоматично, без обслуговчого персоналу

### Залізниця Етідзен
Усі поїзди лінії Мікуні Авара зупиняються на цій станції. На станції є одна платформа та одна колія. Працює обслуговчий персонал. Станцію було відремонтовано після того, як компанія Електрична залізниця Кейфуку припинила обслуговувати її.

## Навколишня територія
Станція Тавараматі знаходиться на захід від Фенікс-дорі (Префектурне шосе 30). У місті часто можна побачити студентів оскільки там знаходяться навчальні корпуси Бункьо університету Фукуй, Вища школа Фукуріку, Вища школа Фудзісіми та багато інших навчальних закладів.
Інші визначні місця:
- Поштове відділення Фукуй Тавараматі
- Фенікс Плаза
- Муніципальна гімназія Фукуй
- Міська бібліотека Фукуй
- Художній музей префектури Фукуй
- Монастир Ґококу префектури Фукуй

## Історія
- 1 квітня 1937 року: відкрито станцію компанії Електрична залізниця Мікуні Аавара
- 1 вересня 1942 року: компанія Електрична залізниця Мікуні Авара зливається з компанією Електрична залізниця Кейфуку
- 20 квітня 1944 року: сполучення припинено, станцію зачинено
- 27 листопада 1950 року: відкрито станцію на лінії Фукубу залізниці Фукуй; знову відкрито станцію компанії Електрична залізниця Кейфуку
- 25 червня 2001 року: закрито станцію Електричної залізниці Кейфуку
- 20 липня 2003 року: знову відкрито станцію на лінії Мікуні Авара як частину залізниці Етідзен
- Березень-квітень 2006 року: знижено висоту платформи на станції, що належить залізниці Фукуй